# Sela Dingay
Sela Dingay est une ville située dans le nord de l'Éthiopie, située dans la Semien Shoa Zone dans la région Amhara. Elle se trouve entre 2880 et 2 915 mètres d'altitude.